# Karl Gerhards jubelsommar
Karl Gerhards jubelsommar var en Karl Gerhard-revy som turnerade 1960 i produktion av Knäppupp AB. Texterna skrevs av Karl Gerhard, Hans Alfredson, Tage Danielsson, C. O. Wallerud, Martin Ljung, Yngve Gamlin med flera, och för musiken stod Roland Eiworth, Herbert Steen, Kai Stighammar (det vill säga Karl Gerhard själv) med flera. För regin svarade Per Gerhard och Holger Reenberg, Yngve Gamlin gjorde dekoren, Holger Reenberg och Erik Sjögren stod för koreografin och Allan Johansson var kapellmästare.
Karl Gerhards jubelsommar turnerade i Sverige med Knäppupptältet 11 maj-21 september 1960.

## Medverkande
- Hans Alfredson
- Muriel Ali
- Tosse Bark
- Brita Borg
- Lena Dahlman
- Guy De la Berg
- Göthe Ericsson
- Karl Gerhard
- Cilla Ingvar
- Martin Ljung
- Dagmar Olsson
- Katie Rolfsen
- Oscar Rundqvist
- Eva Rydberg
- med flera.